# Johnny Kemp
Johnny Kemp (ur. 2 sierpnia 1959, zm. 16 kwietnia 2015) – bahamski piosenkarz.
Karierę piosenkarską zaczął już w wieku 13 lat występując w klubach na rodzinnych Bahamach. W 1979 roku przeniósł się do Nowego Jorku, gdzie w 1986 roku debiutował albumem Johnny Kemp, a w następnym roku nagrał drugi w swoim dorobku album pt. Secrets of Flying na którym jednocześnie znalazł się jego największy przebój "Just Got Paid" (utwór był między innymi coverowany przez zespół *NSYNC). Johnny Kemp zmarł 16 kwietnia 2015 roku na Jamajce. Prawdopodobną przyczyną śmierci był uraz głowy będący wynikiem upadku.

## Dyskografia
- Johnny Kemp (1986)
- Secrets of Flying (1987)